# Vertical Launching System
Il Vertical Launching System (sistema di lancio verticale) è un sistema di lancio dei missili impiegato dai lanciamissili balistici dei sottomarini o dal sistema di lancio delle navi per missili come i Tomahawk, i  missili superficie-aria (SAM) e gli Standard Missile. Nei sottomarini questo sistema di lancio permette di trasportare più tipi di armi in aggiunta ai lanciasiluri. Questo tipo di lancio sia nei sottomarini che nelle navi consente di avere più armi pronte a far fuoco.

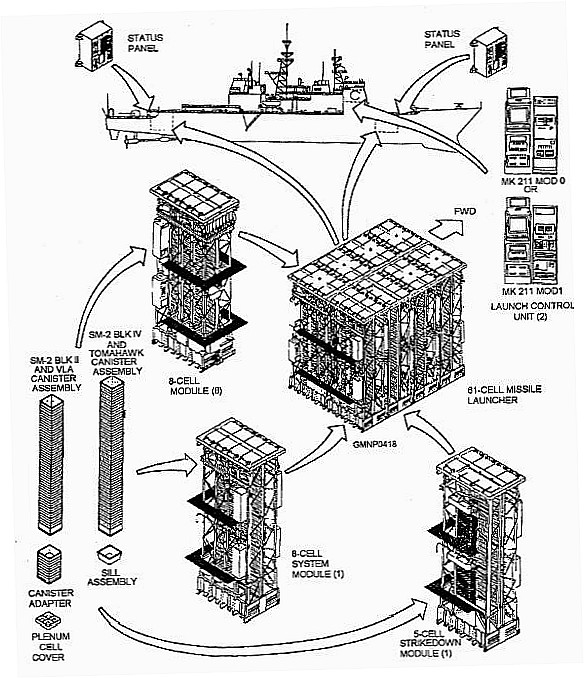
Disegno esplicativo della composizione e disposizione del lanciatore verticale Mk 41.

Sulle navi l'adozione del sistema di lancio verticale ha comportato enormi vantaggi perché ha permesso di rimuovere la rampa singola orientabile, recuperando molto spazio utile, ha consentito una più razionale e compatta distribuzione delle armi, eliminando il deposito dei missili per la ricarica, e soprattutto ha permesso di aumentare la potenza di fuoco, avendo eliminato la fase di ricarica del lanciatore, favorendo così un'immediata disponibilità di tutti i missili.

## Funzionamento
Il sistema di lancio verticale prevede che i missili siano alloggiati in lunghi contenitori perpendicolari, chiamati celle, e raccolti in gruppi a forma di griglia generalmente posti a prua, al centro della nave, oppure a poppa.

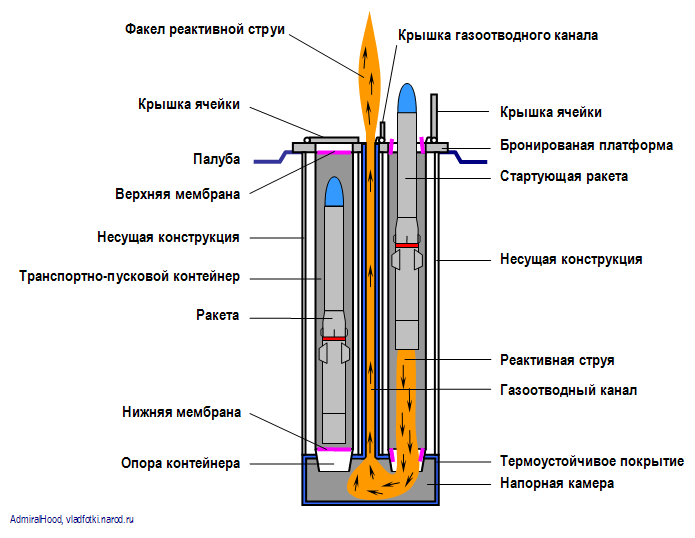
Disegno illustrativo del funzionamento di un VLS Mk 41.

Il lancio può essere effettuato con due modalità: a caldo oppure a freddo. Nei lanciatori con partenza a caldo, il missile accende il proprio motore quando è ancora nella cella, e viene espulso dalla potenza del getto caldo. Invece nei lanciatori a freddo un generatore di gas produce la pressione per espellere il missile fuori dalla celle, che accende il motore soltanto quando è all'esterno. I vantaggi del lancio a caldo risiedono nella semplicità ed efficacia del metodo, che richiede meno attrezzature ed è perciò notevolmente meno ingombrante, permettendo di alloggiare più dispositivi. D'altronde il metodo a freddo riduce i rischi di danneggiamenti provocati dalla vampata di calore del getto del missile, ma non elimina però la possibilità che vi sia un malfunzionamento nell'emissione dei gas con la conseguente esplosione del missile all'interno della cella.

## Esempi di utilizzo
I VLS trovano posto nelle navi equipaggiate con sistemi Aegis come:
- i cacciatorpediniere lanciamissili della US Navy classe Arleigh Burke;
- gli incrociatori lanciamissili americani Ticonderoga;
- i cacciatorpediniere lanciamissili giapponesi Kongo.

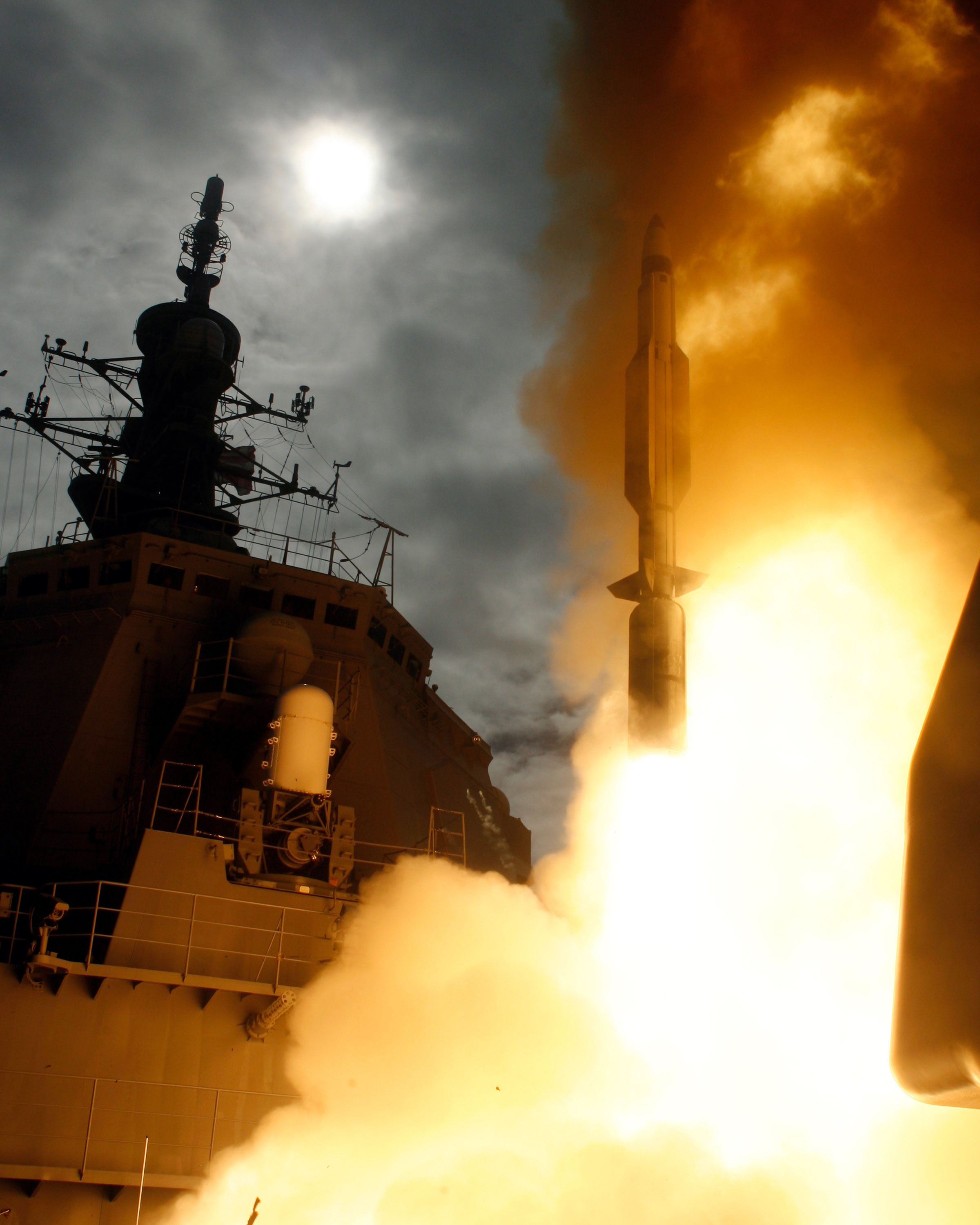
Lancio di un missile SM-3 dal VLS del cacciatorpediniere Kongo.

Trovano anche posto in navi non Aegis come:
- i cacciatorpediniere lanciamissili della US Navy Spruance;
- le fregate della Royal Navy Type 23;
- le fregate australiane e neozelandesi tipo ANZAC;
- le fregate tedesche Type 123;
- la portaerei italiana Cavour;
- la portaerei francese Charles De Gaulle;
- i cacciatorpediniere lanciamissili del programma Orizzonte;
- le fregate del programma FREMM.

## Tipi di VLS

### Sylver
Il Sylver è un tipo di sistema di lancio verticale progettato da DCN per missili Aster 15/30 che trova posto nella portaerei francese Charles de Gaulle, nella portaerei italiana "Cavour", nelle unità Orizzonte e nelle FREMM.

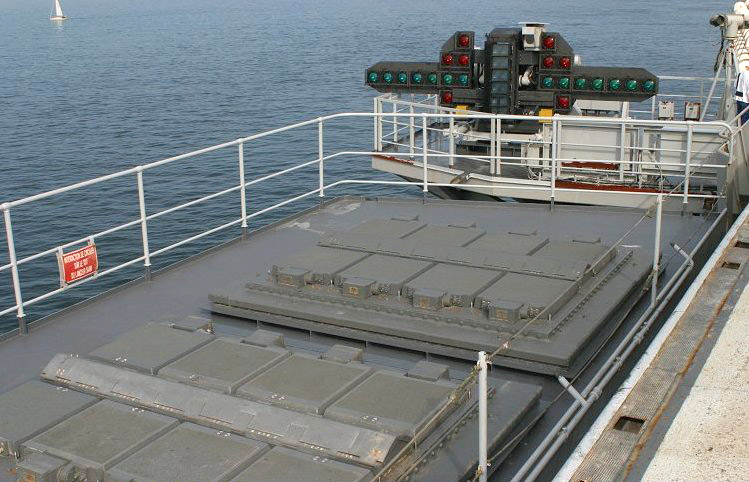
Missile Aster 15 e VLS Sylver sulla portaerei francese Charles de Gaulle.

Un lanciatore Sylver, costituito da un modulo di 8 celle, occupa circa 6 metri quadrati.
Il lanciatore ha diverse versioni, ognuna distinta dall'altra per l'altezza:
- La versione A-43 è stata sviluppata per il lancio di missili antiaerei a corto raggio superficie-aria.
- La versione A-50 è stata sviluppata per missili antiaerei a lungo raggio PAAMS.
- La versione A-70 è stata sviluppata per missili a lungo raggio superficie-superficie Scalp Naval.

La sigla numerica si riferisce alla lunghezza del missile in decimetri: ad esempio la sigla A-70 indica una lunghezza di 7 metri.

### GWS-26 Sea Wolf
Il GWS-26 System, per i missili Sea Wolf, è un tipo di VLS ampiamente utilizzato dalla Royal Navy.

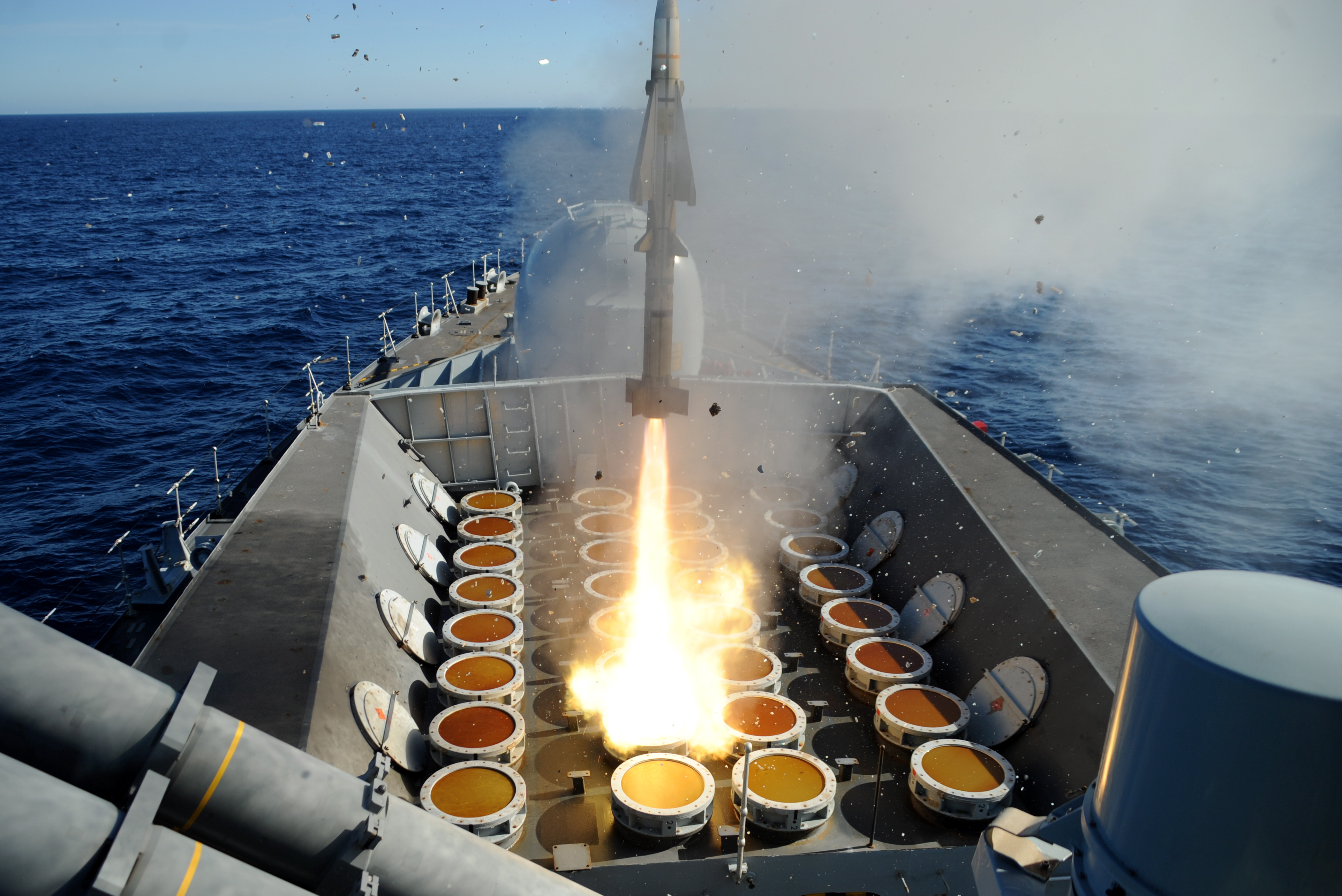
Lancio da un GWS-26 System di un missile Sea Wolf.

### Mk 41
Il più diffuso dei VLS statunitensi è il modello Mk 41 che è adatto per missili come Sea Sparrow, ESSM,  Standard SM-2, e RUM-139 VL-ASROC. Inoltre può ospitare anche i missili antibalistici SM-3 e i polivalenti SM-6.

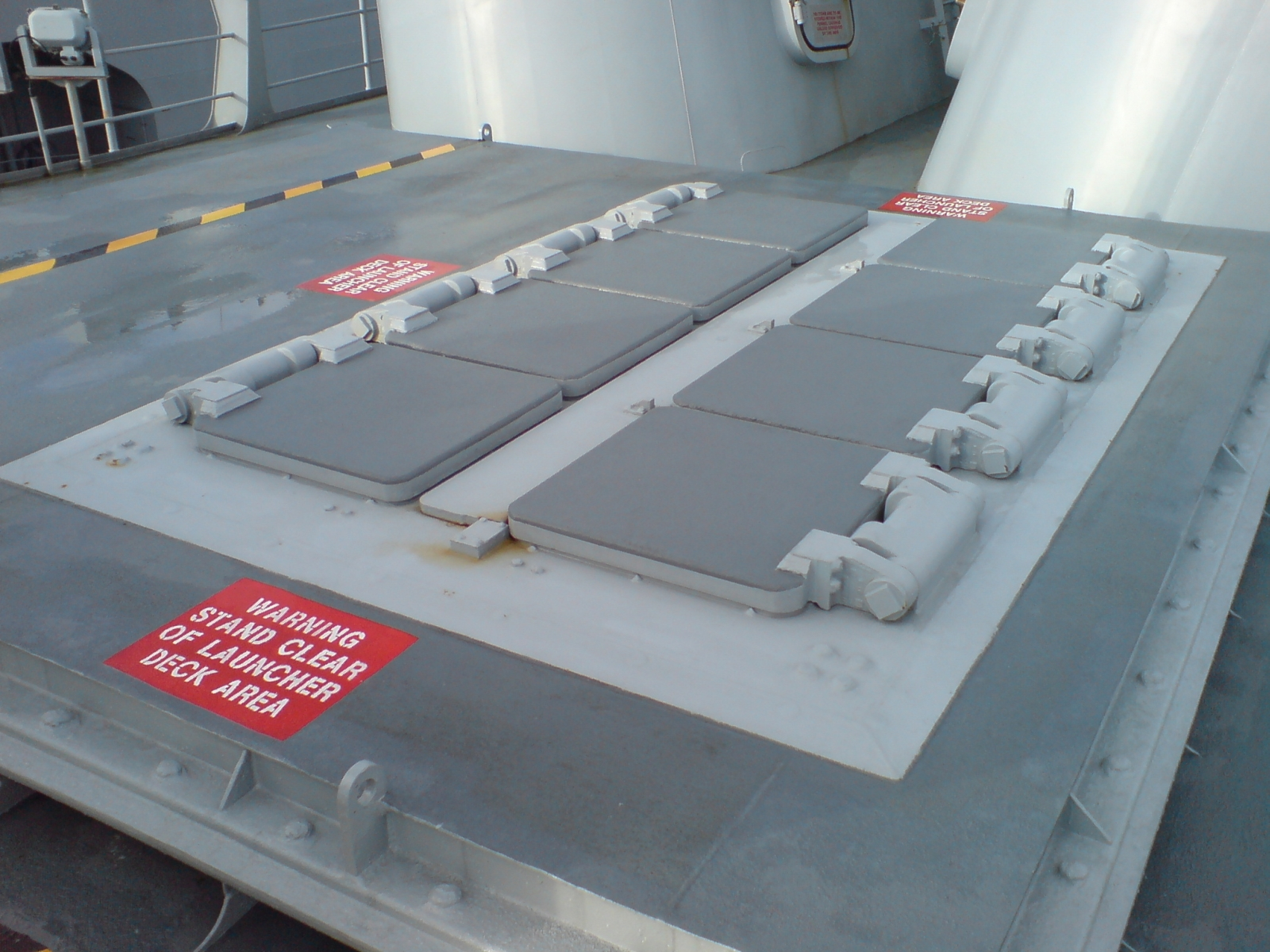
Le celle del lanciatore verticale Mk 41

Un altro impiego frequente è come lanciatore imbarcato del missile cruise RGM-109 Tomahawk.

### Mk 48
Il lanciatore verticale Mk 48 è una versione derivata dal precedente Mk 41, al quale sono state applicate alcune modifiche e semplificazioni per renderlo più leggero.

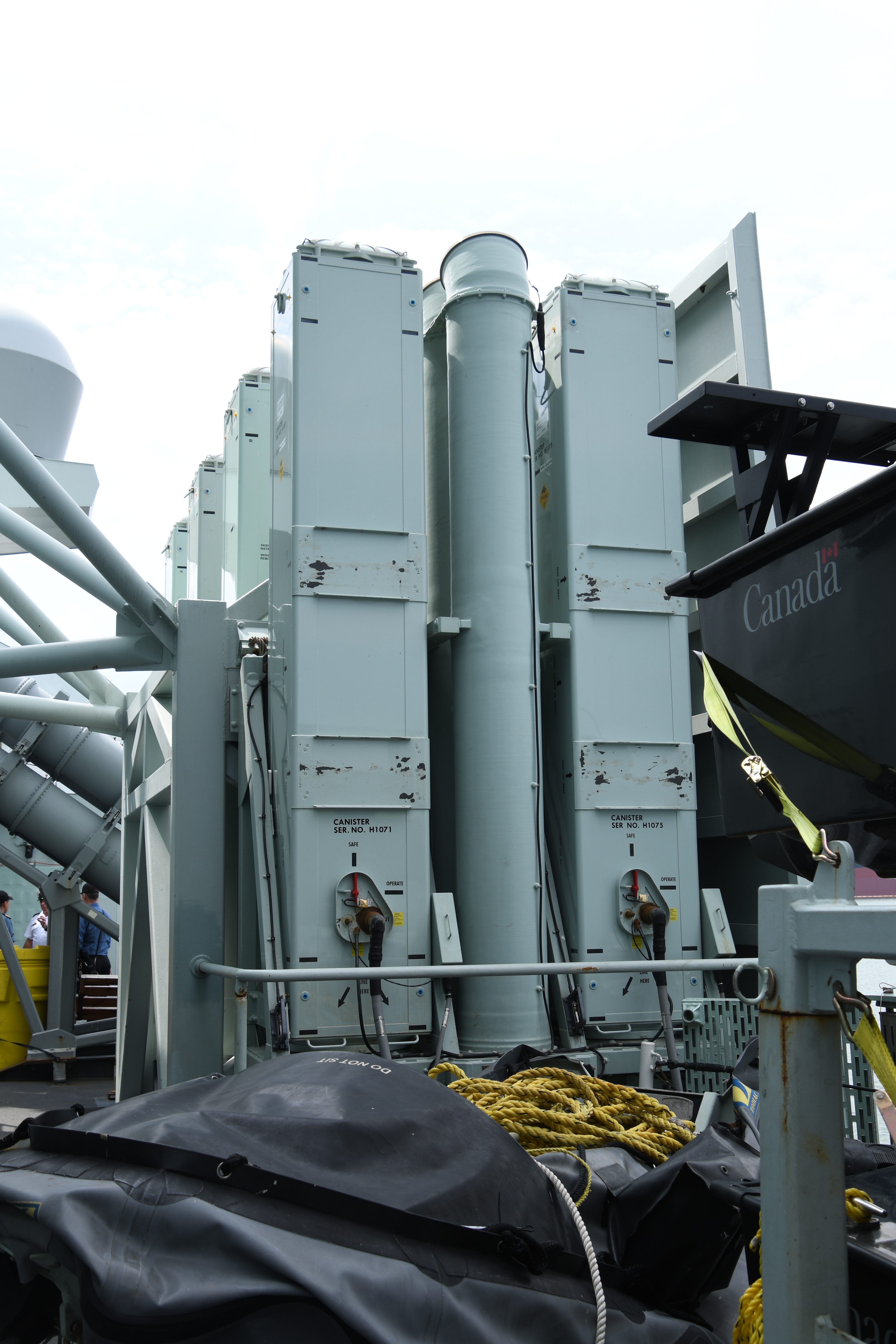
Il lanciatore Mk 48.

A differenza dell'Mk 41, non è necessario che l'Mk 48 sia incassato nella struttura della nave, e montato internamente, perché è studiato appositamente per essere installato esternamente sul ponte della nave.